# Jordi Vila i Rufas
Jordi Vila i Rufas (Barcelona, 1924 - 12 de gener de 2011) fou un pintor i retaulista català.
Fill del pintor i il·lustrador noucentista Joan Vila i Pujol (D'Ivori) i germà del també pintor i dibuixant Francesc Vila i Rufas (Cesc), Vila i Rufas es formà a l'Escola Massana de Barcelona. Poc després d'acabar els estudis ingressà al centre com a professor; hi impartí l'assignatura de "Forma i Color" i l'especialitat "Retaule i Policromia" des de 1952 fins a la seva jubilació (1989). La seva esposa, Carme Llorens i Gilabert, fou també professora a la mateixa institució.
Les seves primeres obres (retaules, murals, vitralls), de gran rigor acadèmic, estan relacionades majoritàriament amb l'ornamentació de les esglésies novament construïdes o restaurades durant la postguerra, i enllacen amb la renovació de l'art sacre del període. A partir dels anys 60 abandona progressivament la temàtica religiosa i l'academicisme, i comença a innovar la tècnica del retaule. Vila és considerat una de les figures contemporànies cabdals en el món del retaule a Catalunya, com a renovador de la tècnica partint de la tradició medieval i com a difusor de nous usos i estils. Feu també breus incursions en el món del cartellisme i de la il·lustració de llibres i revistes infantils, així com en el gravat a l'aiguafort.
Des del 1951 exposà individualment i col·lectivament a Barcelona i en altres ciutats (Nova York, Avinyó, París o Buenos Aires). Fou premiat a Chicago (1960) i al Primer Concurs Nacional d'Art Religiós de la Llar (1963).
L'obra de Vila Rufas es troba representada, entre altres llocs, a les Llars Mundet de Barcelona, al Centre Borja de Sant Cugat, a la parròquia de Sant Miquel de Vallfogona de Balaguer, a la delegació de l'ONCE de Barcelona i, molt particularment, a la parròquia de Sant Joan de Vilassar de Mar per a la qual va realitzar els retaules de Sant Isidre (1948), de la Mare de Déu del Carme (1949), del Sagrat Cor (1950-1953) i de la Mare de Déu del Roser (1953). Destaquen igualment els vitralls d'estil modernista de la Casa-Museu Modernista de Novelda, on dugué terme la direcció artística de la restauració de l'edifici, i els mosaics dels plafons paraboloides del pòrtic de la Façana de la Passió del Temple Expiatori de la Sagrada Família de Barcelona, de 1986. La seva obra és present a les col·leccions del Museu del Disseny de Barcelona. Després de la seva mort ha estat objecte de diverses expositions retrospectives.